# Leucocyte (album)
Albums de Esbjörn Svensson Trio
Tuesday Wonderland
(2006) 301
(2012)
Leucocyte est un album studio du Esbjörn Svensson Trio.

## Description
Jusqu'à la sortie posthume de 301 en 2012, Leucocyte était le dernier album du groupe Esbjörn Svensson Trio qui perdait son pianiste Esbjörn Svensson en juin 2008 lors d’un accident de plongée.
L'album est constitué de deux longues suites, Premonition et Leucocyte et de quatre pièces individuelles, le tout enregistré durant deux jours d'improvisations dans un studio en Australie. Le caractère plus improvisé de l’ensemble marque une différence avec les précédents opus du trio qui va ici plus loin dans l'utilisation de textures sonores et d'effets, mettant plus que jamais l'accent sur l'interaction collective,,.

## Personnel
- Esbjörn Svensson - piano
- Magnus Öström - batterie
- Dan Berglund - contrebasse

## Liste des pistes
Toutes les compositions sont du Esbjörn Svensson Trio.
1. Decade (1 min 16 s)
2. Premonition: Earth (17 min 6 s)
3. Premonition: Contorted (6 min 17 s)
4. Jazz (4 min 16 s)
5. Still (9 min 55 s)
6. Ajar (1 min 43 s)
7. Leucocyte: Ad Initio (8 min 50 s)
8. Leucocyte: Ad Interim (1 min)
9. Leucocyte: Ad Mortem (13 min 7 s)
10. Leucocyte: Ad Infinitum (4 min 38 s)